# اصلاحات پروتستانی
اصلاحات پروتستانی اصلاحات مذهبی که در قرن ۱۶ میلادی در کلیسای غربی و به رهبری مارتین لوتر و ژان کالون روی داد. اصلاحات نامی است که به دورهٔ پاره‌پاره شدن جامعهٔ مسیحیت گفته می‌شود. اگر چه پس از این دوره کلیسای کاتولیک به حضور خود تا به امروز هم ادامه داد اما افرادی به نام پروتستان (به انگلیسی: Protestant) یا شورشیان که خواهان اصلاح کلیسای کاتولیک بودند راه جداگانه‌ای را پیش گرفتند. این جنبش مذهبی تأثیرات دوررس سیاسی، اقتصادی و اجتماعی مناسب داشته و به شالوده پروتستانیسم (به انگلیسی: Protestantism)، یکی از شعب اصلی مسیحیت مبدل گشت.

## دلایل کلی
- سفرهای اکتشافی از پنجاه سال پیش از این دوره به سرزمین‌های آفریقا، خاور دور و آمریکا درهای زیادی را به روی اروپائیان گشوده بود. آشنایی با فرهنگ‌های پیشرفته، دستیابی به معادن دست نخورده، گسترش تجارت و…

-اختراع ماشین چاپ و در نتیجه متداول شدن کتاب که در آگاهی مردم تأثیر به سزایی داشت.

-شروع جنبش‌های انسان گرایانه در اروپا

-باطل شدن برخی مضامین مسیحیت با پیشرفت علم از جمله گرد نبودن زمین، کشف مناطق جدید و…

-شکاف‌های پیشین در جامعهٔ مسیحیت کاتولیک که منجر به ایجاد دو مرکز مذهبی و حضور دو پاپ شده بود (اواخر قرن چهارده و اوایل قرن
پانزده میلادی)

-فساد در دستگاه کلیسا و انجام رفتارهای ضد دینی از قبیل: فروش عفو برای گناه کاران، تجمل گرایی و…

-انزجار مردم از دخالت همه جانبهٔ کلیسا در تمام جوانب زندگی مردم

## لوتر
از موضوعاتی که مارتین لوتر پیش کشید، تقدم و برتری مرجعیت کتاب مقدس به فرمان‌ها و سنت‌های کلیسایی بود که رکن اصلی جنبش اصلاح دینی آلمان را تشکیل می‌داد. شالودهٔ اصلاح دینی از اختلاف عقیده بر سر مسئله نسبتاً ناچیز خرید و فروش آمرزش‌نامه، به اختلاف نظر دربارهٔ مرجعیت پاپ گسترش یافت.